# نقاط مزدوج
در هندسه تحلیلی، نقاط همیوغ (به انگلیسی: Conjugate points)، نقاطی اند که با یک خانواده یک-پارامتری از ژئودزیک‌ها به هم متصل شود. برای نمونه، قطب شمال و جنوب یک گوی با یک نصف‌النهار به هم متصل می‌شود.

## نمونه‌ها
- بر کره {\displaystyle S^{2}}،  نقاط پادپایی همیوغ اند.
- بر {\displaystyle \mathbb {R} ^{n}}، نقطه همیوغی وجود ندارد.